# Taft Broadcasting
Taft Broadcasting Company (cunoscut de asemenea ca Taft Television and Radio Company, Incorporated) a fost un conglomerat media american cu sediul în Cincinnati, Ohio.
Compania a avut rădăcinile în familia lui William Howard Taft, al 27-lea Președinte al Statelor Unite. În 1879, fratele lui William Howard, Charles Phelps Taft, a cumpărat două ziare de știri de după-amiază în Cincinnati, The Times și The Cincinnati Daily Star, fuzionându-le în Cincinnati Times-Star în 1880. În timpul mandatului celui de al doilea editor al ziarului fuzionat, Hulbert Taft Sr., fiul fratelui vitreg al lui Charles și William Howard, Peter Rawson Taft II, ziarul s-a implicat și în radioteleviziune.
Compania a fost proprietara unor proprietăți majore de media și divertisment precum Hanna-Barbera Productions, Hanna-Barbera Pty, Ltd./Taft-Hardie Group Pty. Ltd., Worldvision Enterprises, Ruby-Spears Productions, KECO Entertainment și o mulțime de stații de televiziune și radio. Ea a mai deținut de asemenea 50% din operațiunile lui CIC Video în Australia, CIC-Taft Home Video.
Compania a trecut printr-o perioadă lungă de reorganizare începând în 1987 cu achiziția sa de către Carl Lindner, Jr. și redenumită Great American Broadcasting. La scurt timp după ce a depus faliment în 1993, ea a devenit Citicasters și a fost, în 1999, achiziționată de Clear Channel Communications, care s-a redenumit iHeartMedia în 2014. Taft — ca Citicasters — a rămas încorporată ca o companie de holding în cadrul iHeartMedia până în 2020.